# Szarvas bangó
A szarvas bangó (egyes szerzők szerint önálló faj: Ophrys scolopax, mások szerint a pókbangó, illetve a poszméhbangó alfaja: Ophrys sphegodes var. scolopax, Ophrys holoserica ssp. scolopax (Cav.) H. Sund. (1975), Ophrys fuciflora ssp. scolopax (Cav.) H. Sund. (1980) ) a spárgavirágúak (Asparagales) rendjébe, a kosborfélék (Orchidaceae) családjának bangó (Ophrys) nemzetségébe tartozó, Magyarországon fokozottan védett növény. A bangófajok besorolásának bizonytalanságát egyéb rendszertani nevei (például Ophrys scolopax Cav. subsp. cornuta (Steven) Camus) is jól tükrözik.

## Elterjedése, élőhelye
A Balkán-félszigeten őshonos, szubmediterrán jellegű faj. Lápréteken, homoki gyepekben, karsztbokorerdők tisztásain él. Magyarországon ritka; legjelentősebb élőhelyét Pécs környékén és a dabasi turjánosban találjuk.

## Leírása

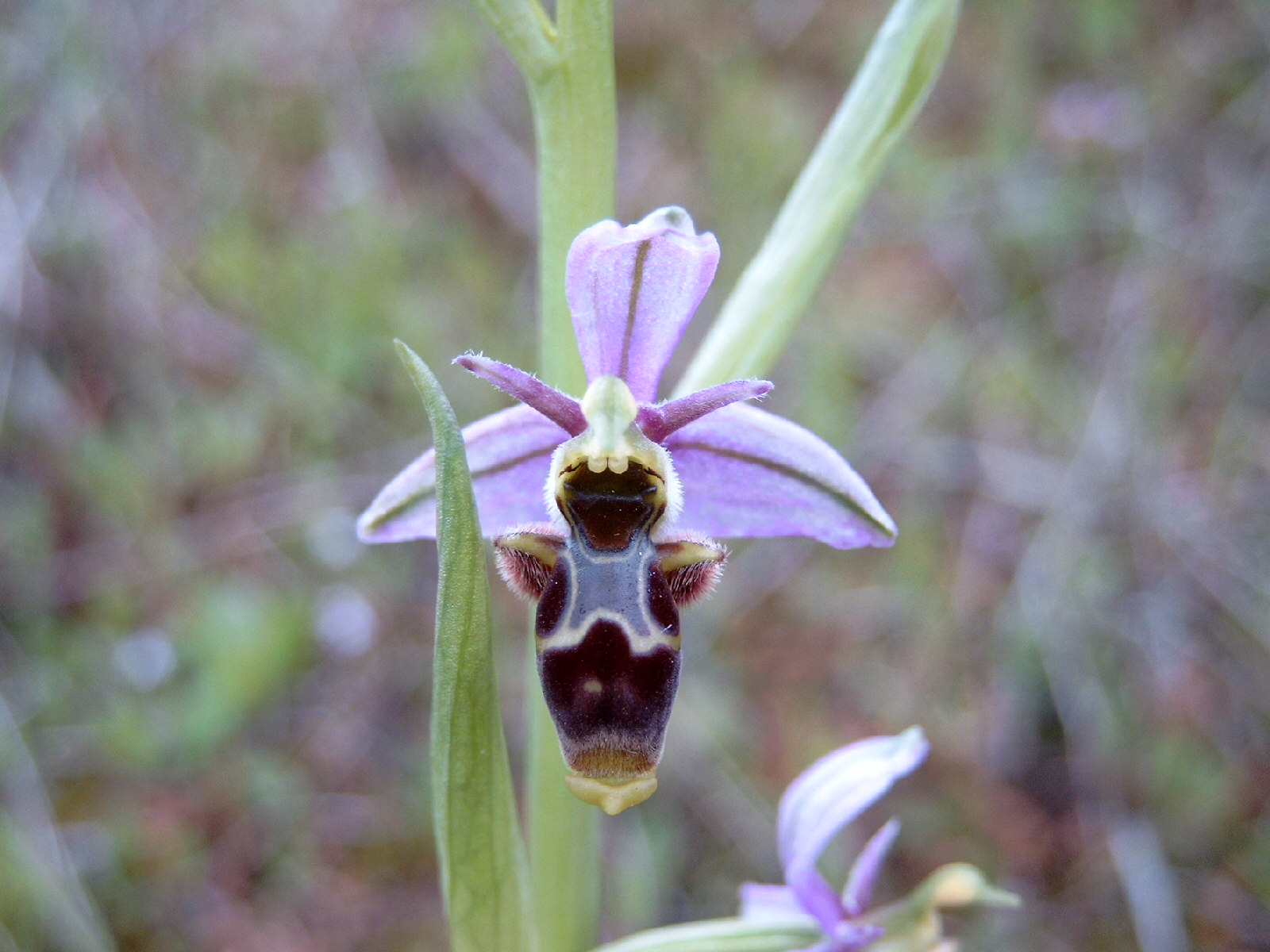
Szarvas bangó virága szemből

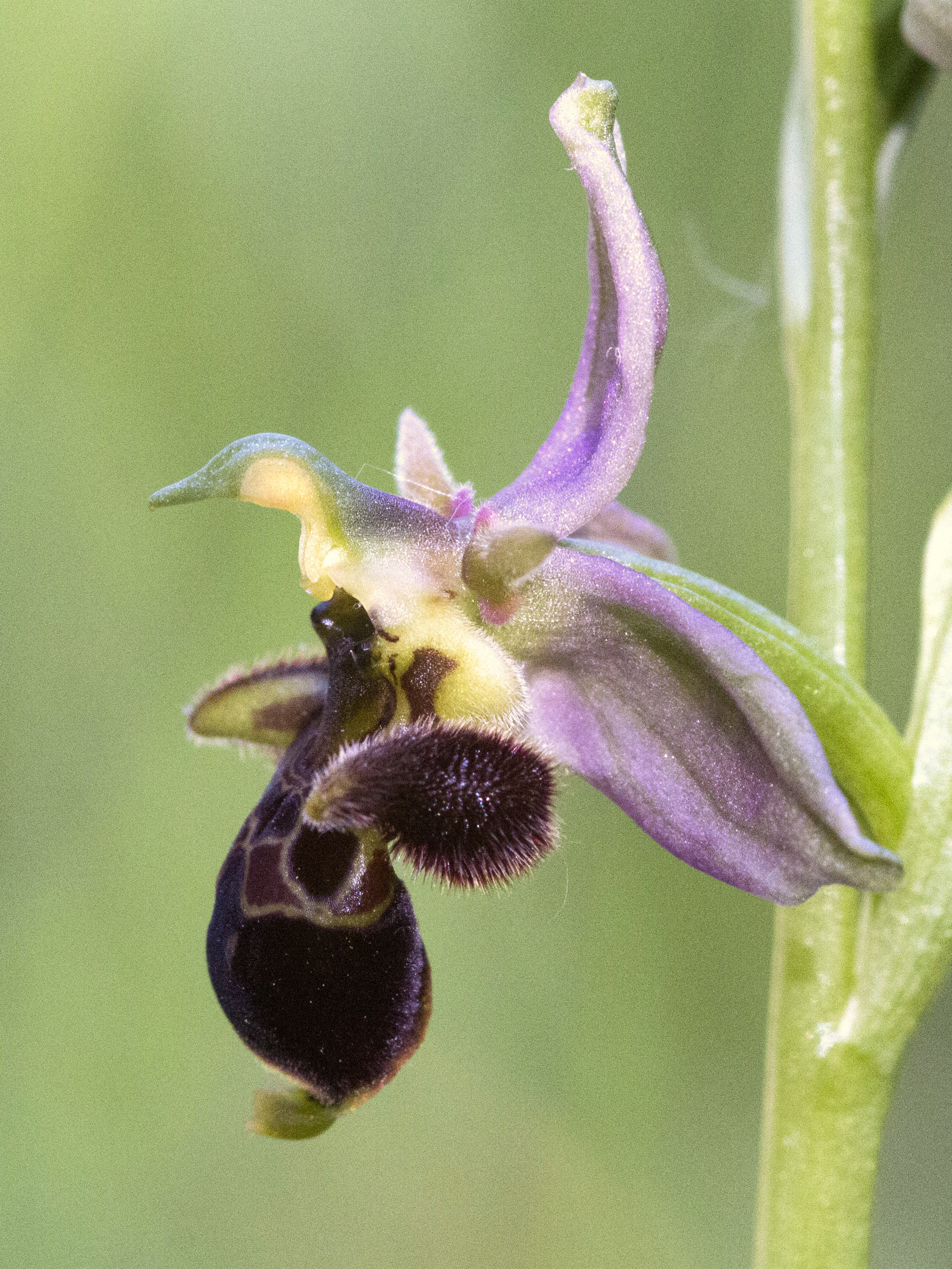
Szarvas bangó virága oldalról

20–50 cm magas, gracilis szárú faj. Tőlevelei hosszúkás-tojásdadok vagy lándzsásak.
Nyúlánk virágzatában 2–12, ritkábban húsz virág áll lazán. A külső és belső lepellevelek egyaránt rózsaszínűek, ritkán fehérek. A külső lepellevelek keskeny elliptikus-tojásdadok,
általában enyhén homorúan hátrafelé, ritkán előre hajlanak. Az oldalsó, belső lepellevelek 3–7 mm hosszúak, szőrösek. A gesztenyebarna-sötétbarna, olykor enyhén lilás, 6–15 mm hosszú, mélyen három karéjú mézajak hosszan előrenyúlik. A középső karéj a hátrahajló szélektől erősen domború, felülnézetben elliptikus, végig szőrös, csak a keskeny, sárgás szegélye csupasz. A világos szegélyű, barnás-lila, fémfényű rajzolat kiterjed a mézajak hátulsó részére, körülveszi az alapi mezőt, folytatódik az oldalsó karéjok öbleiben és néha a mézajak elülső részén is. Tövétől két „szarvacska” nyúlik hosszan előre (ezekről kapta a nevét), csúcsáról rövid, sárgás függelék lóg. Az oldalsó karéjok szétállók, sűrűn szőrösek, a tövüknél dudor. A mézajakdudorok feketések.

## Életmódja
Száraz helyeken él, leginkább tölgyesek tisztásain. Május-júniusban virágzik.